# Ducati monocilíndricas

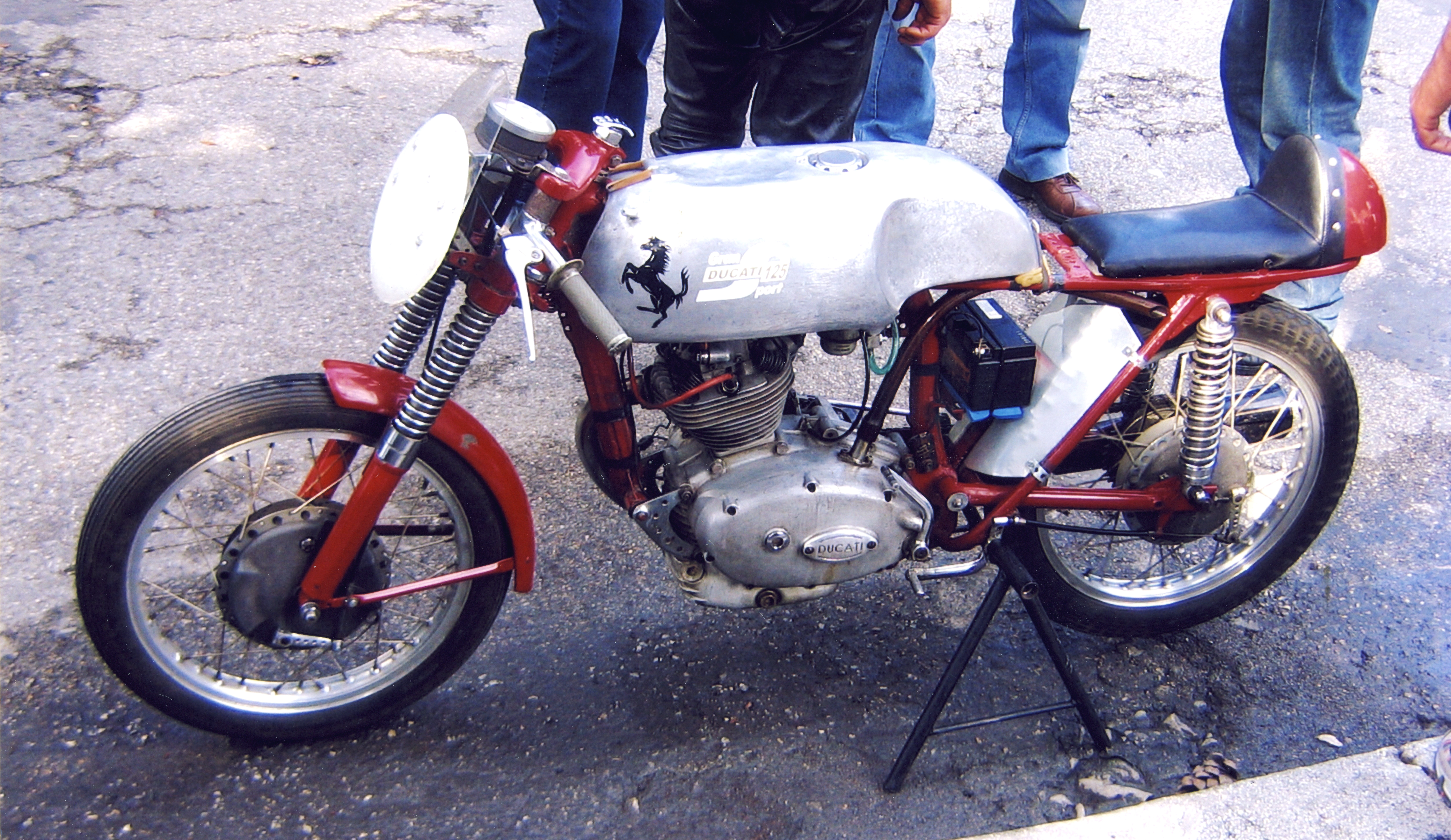
125 "Marianna", primer modelo con eje vertical (eje rey) para el accionamiento del árbol de levas

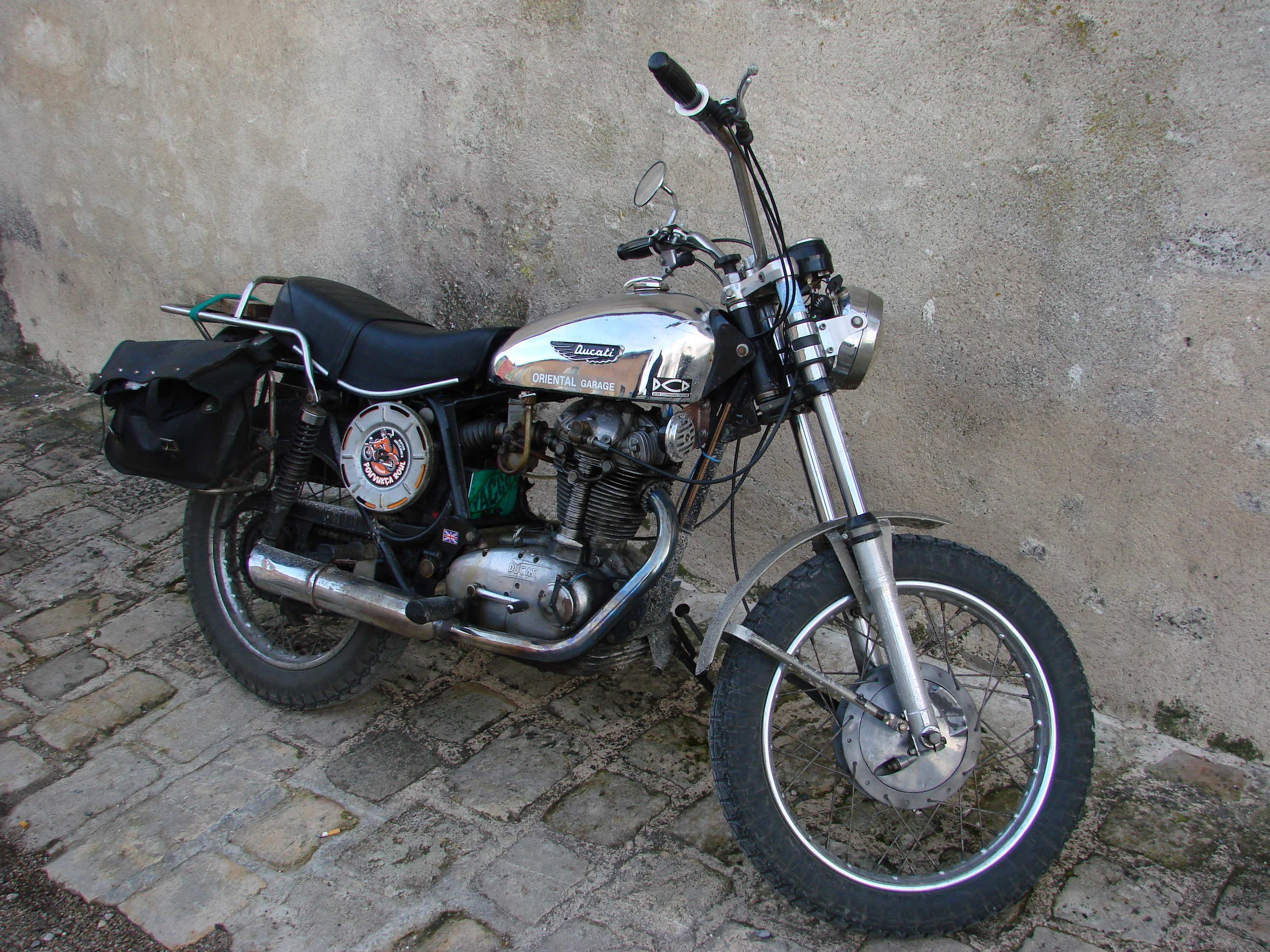
Ducati Scrambler 450 cc

Se conocen como Ducati monocilíndricas (también denominadas Ducati singles) a las motocicletas fabricadas por Ducati entre 1950 y 1974. El ingeniero jefe Fabio Taglioni desarrolló durante estos años un sistema de válvula desmodrómica, capaz de abrir y cerrar las válvulas utilizando el árbol de levas, sin necesidad de emplear muelles. Este sistema de válvulas se convirtió en una característica propia de las motocicletas Ducati. 

## Monocilíndricas (1950–1973)
En 1926, los hermanos Adriano y Marcello Ducati fundaron la Societa Scientifica Radio Brevetti Ducati, una compañía en Bolonia dedicada a producir válvulas de vacío, condensadores y otros componentes de radio. El 1 de junio de 1935, se colocó la primera piedra de una fábrica en Borgo Panigale. Hacia 1940, la compañía se dedicaba a la fabricación de equipos electrónicos militares, convirtiendo a la fábrica en un blanco para los bombardeos aliados. La fábrica de Ducati en Borgo Panigale resultó gravemente dañada más de una vez, pero mantuvo la producción.

### Cucciolo

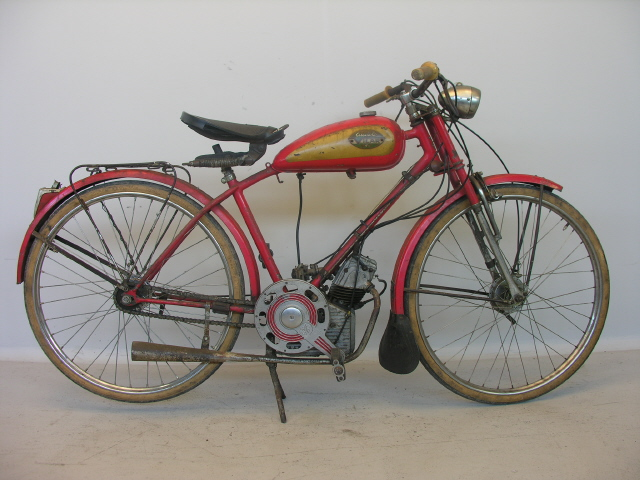
Ducati Vilar Cucciolo (1950)

Durante la Segunda Guerra Mundial, Aldo Farinelli, un abogado de Turín, desarrolló con SIATA un pequeño motor para montar en una bicicleta, llamado Cucciolo ("perrito") y en 1950 Ducati comenzó a producir su propia motocicleta completa de 98 libras con el mismo nombre. 

### Motores OHV con vástagos individuales
Desde mediados de la década de 1950 hasta mediados de la década de 1960, Ducati produjo sencillos motores OHV todavía no diseñados por Taglioni, con accionamiento convencional de válvulas mediante varillas de empuje, como el 125 Bronco. 

### Ducati 65 TS y Cruiser
Sin embargo, el mercado se estaba moviendo hacia motocicletas más grandes y la administración de Ducati decidió que la única respuesta era la diversificación. A principios de 1952, la empresa brilló en el Salón de Milán, presentando la Ducati 65 TS y el Cruiser, el primer escúter de cuatro tiempos del mundo. A pesar de ser descrita como la nueva máquina más interesante del certamen de 1952, la Cruiser no fue un gran éxito. Se fabricaron unas dos mil unidades durante un período de dos años antes de ser retirados de la producción. 
En 1953, la gerencia decidió dividir la operación en dos entidades separadas, Ducati Meccanica SpA y Ducati Elettronica SpA, bajo administración separada. El Dr. Giuseppe Montano asumió el cargo de jefe de Ducati Meccanica SpA y se modernizó la antigua fábrica de Borgo Panigale, con ayuda del gobierno.
En 1954, Ducati Meccanica SpA producía 120 unidades por día, pero la aparición de automóviles cada vez más baratos mermó las ventas de muchos fabricantes de motocicletas. 

### Gran Sport de 98 cc OHC
La Ducati Gran Sport de 98 cc, con un árbol de levas en cabeza (OHC) diseñado por Taglioni, se convirtió en el modelo para todas las futuras monocilíndricas de Ducati. Tenía un cilindro refrigerado por aire inclinado hacia adelante 10 grados desde la vertical, transmisión primaria por engranaje, lubricación por cárter húmedo, encendido con batería y transmisión del árbol de levas por eje vertical (eje rey) y engranajes cónicos. Esta motocicleta llegó a dominar su clase en las carreras italianas. En 1956 se lanzó una versión de 125 cc de la Gran Sport, con un árbol de levas doble (DOHC). 
A pesar de ser un director designado por el gobierno, Montano era un entusiasta de las motocicletas, y bajo su dirección, las actividades competitivas de Ducati crecieron. Fabio Taglioni fue diseñador jefe y director técnico de Ducati desde 1954 hasta 1989, sirviendo más tiempo que la mayoría de los gestores posteriores. La compañía pronto desarrolló un equipo de carreras completo. Los italianos eran grandes aficionados a las carreras y querían comprar motos fabricadas por ganadores. Para adquirir una imagen competitiva, Ducati necesitaba competir con éxito. El procedimiento de desarrollo habitual de Taglioni era probar sus motocicletas en la pista de carreras antes de lanzarlas al público. Muchos de los modelos monocilíndricos de Ducati Italia fueron producidos, con alguna variación estética a veces, en España por Mototrans.

### Ducati 125 Desmo
Las altas revoluciones necesarias para producir potencias competitivas en un pequeño motor, generaba problemas de flotado de válvulas, que Taglioni pensaba que podrían superarse utilizando válvulas desmodrómicas. El motor de la Grand Prix 125 podía producir 16 CV a 11.500 rpm, su verdadero límite de revoluciones, mientras que la Desmo podía producir 19 CV a 12.500 rpm, y podía (si el extremo inferior lo permitía) alcanzar las 15.000 rpm "con seguridad". La vida útil de los motores a este nivel de revoluciones era corta, y se tenían que instalar nuevos cojinetes del cigüeñal para cada carrera. 
Los accionamientos desmodrómicos ya se habían utilizado en los motores W196 Mercedes-Benz Desmo de ocho cilindros en línea que dominaron las primeras carreras de Fórmula 1. Cuando Mercedes se retiró de las carreras, su tecnología desmo cayó en el olvido, y nunca se usó en sus modelos de producción en serie. Taglioni lo aplicó con éxito a las motocicletas Ducati. Como de costumbre, la tecnología Desmo se usó primero en las Ducati de carreras y luego en las máquinas de calle. 
La Ducati 125 Desmo ganó su primera carrera en el GP de Suecia de 1956 disputado en Hedemora, pero poco después, su piloto Gianni Degli Antoni, murió durante los entrenamientos de la siguiente carrera, el GP de Italia de Monza. Esa muerte supuso un duro golpe al programa de carreras de Ducati, y no fue hasta 1958 cuando su equipo fue capaz de convertirse en un serio desafío para las también italianas MV Agusta y su mejor piloto, el antiguo campeón mundial de 125 cc Carlo Ubbiali. 
En 1958 la Ducati Desmo dominó la temporada de carreras locales, y el equipo puso sus ambiciones en el Campeonato del Mundo. Desafortunadamente, una lesión a mitad de la temporada del piloto ganador de Ducati, Bruno Spaggiani, echó a perder su carrera, lo que permitió a Ubbiali hacerse de nuevo con el título por poco. Sin embargo, en esa temporada el motor Desmodromic había demostrado su calidad y fiabilidad, siendo capaz de maximizar la potencia del motor y de evitar los daños causados por el elevado régimen de revoluciones. Estas características resultaron atractivas para los compradores de motocicletas. 
La 125 Sport se convirtió en la 125 Monza. También estaba disponible la Monza Super, una versión mejorada con pistón de alta compresión, árbol de levas modificado, un carburador de carreras SS1 Dell'Orto ligeramente más grande y un escape directo. La Monza Super era solo para el mercado británico. El distribuidor de Ducati de Oxford, Kings, estaba presionando a Ducati para que fabricase máquinas de 250 cc para competir contra las motocicletas británicas y japonesas. Ducati comenzó construyendo una motocicleta de 250 cc de carreras. El prototipo ganó la mayoría de sus carreras en Estados Unidos, muchas de ellas compitiendo con máquinas de 500 cc. 
En 1959, Ducati introdujo la 200 cc Elite y la 200 SS, que se derivaron de la exitosa máquina de 175 cc de un solo cilindro, con un árbol de levas en cabeza accionado por un eje.

### Diana
La primera producción Ducati de 250 cc debutó en la Feria de Milán en abril de 1961. Se llamaba Diana, pero por alguna razón desconocida pasó a llamarse Daytona en el Reino Unido. La 250 llegó a ser tan popular que en 1963 Ducati presentó la Diana Mark 3 Super Sport. 

### Scrambler
La serie de monocilíndricas Scrambler (producidas entre 1962 y 1974) se ideó pensando en el mercado estadounidense a instancias del importador de Ducati en aquel país, la Berliner Motor Corporation.

### Apollo
Los Berliner Brothers habían obtenido la franquicia de Ducati en los Estados Unidos a finales de la década de 1950, quedando la relación marcada por la contundente personalidad de los hermanos. Aunque finalmente tuvo consecuencias desastrosas para todos los involucrados, en el corto plazo aseguró a Ducati una porción mucho más grande del mercado estadounidense de la que hubiera tenido de otra manera. En 1963, los hermanos Berliner sugirieron que Ducati construyera una máquina capaz de competir con las Harley Davidson, lo que condujo al desarrollo de la Ducati Apollo V4, cuyo prototipo llegó a rodar, pero que nunca se fabricó. Se construyeron dos máquinas, una de las cuales se puede ver en el museo Ducati en Bolonia. 

### Diana Mark 3 Super Sport

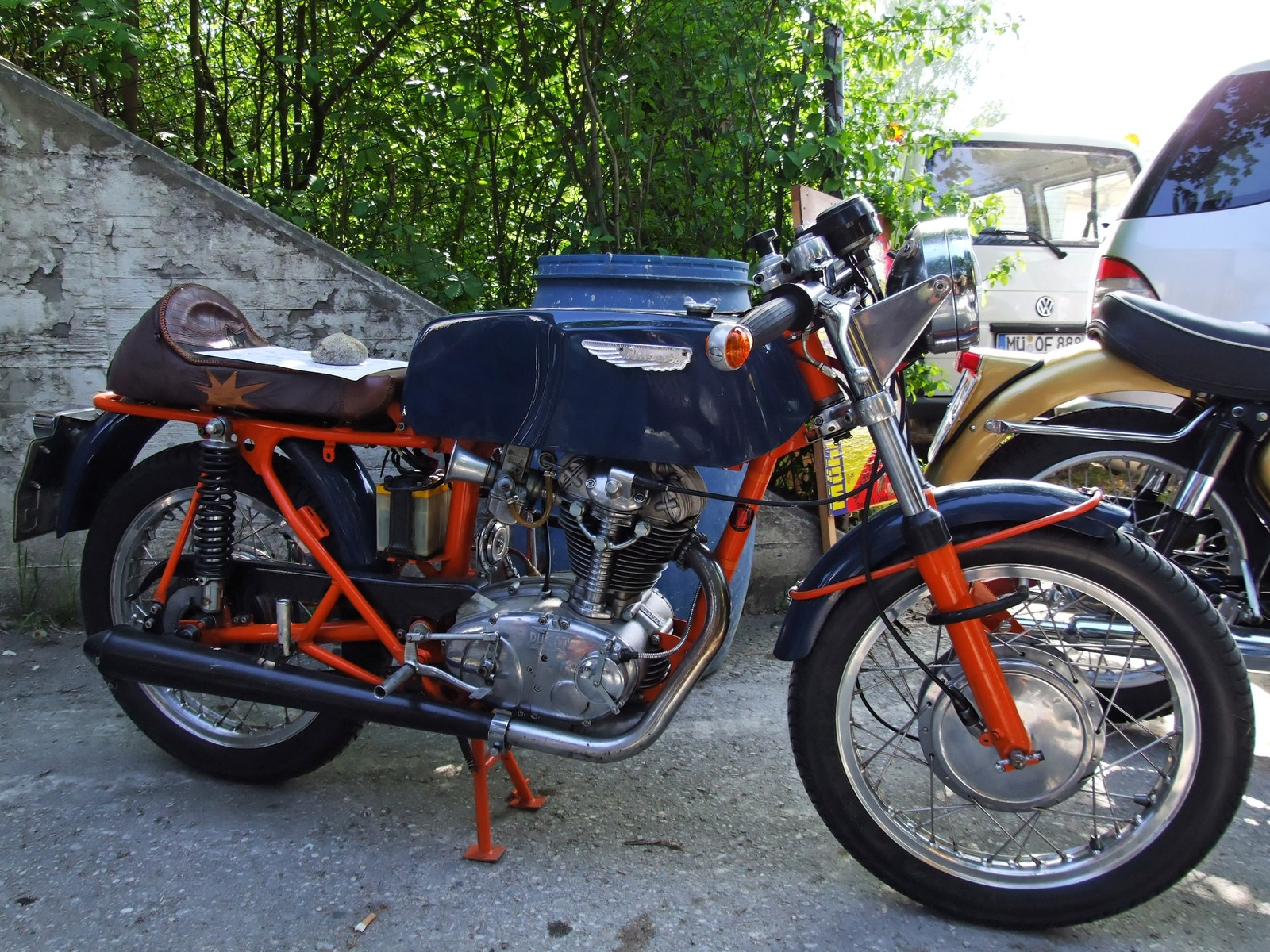
Ducati Mach I de 250 cc (1970)

Esta máquina apareció por primera vez en 1962 en Europa, donde se llamó 'Mach 1'. Se derivó de la 250 de serie, pero se potenció considerablemente y disponía de 5 marchas en lugar de las 4 de sus predecesores. Varias revistas europeas la probaron y pudieron superar las 100 mph, lo que la convirtió en la motocicleta de 250 cc más rápida fabricada en serie. Más tarde se introdujo en el mercado estadounidense donde, bajo el nombre de Diana Mark 3 Super Sport, demostró nuevamente ser la motocicleta de calle de 250 cc más rápida del mundo ese año. En una prueba en pista rigurosamente realizada por Cycle World, la Mark 3 recorrió el cuarto de milla en 16,5 segundos, con una velocidad final de 79,5 mph. Su velocidad máxima era de 104 mph. Incluso una Yamaha TD-1 de competición, probada por Cycle World ese mismo año, no pudo igualar la velocidad máxima de la Ducati y ninguna otra moto producida en serie de tamaño comparable podía competir con su rendimiento aquel año.
Las motocicletas Ducati se vendían bien en Norteamérica y otros mercados de exportación como Gran Bretaña, Australia y Alemania. En Italia, a Ducati le iba bien, y no solo construía motocicletas. En 1965, Ducati Meccanica SpA se había convertido en el distribuidor italiano de los automóviles Standard-Triumph y de las furgonetas y camiones Leyland. 

### Dos tiempos
Ducati estaba fabricando un motor de 50 cc de dos tiempos, con potencias desde 0,92 CV a 4600 rpm hasta 4,2 CV a 8600 rpm. Se hicieron algunos intentos para competir con estos motores Ducati de 50 cc y dos tiempos en Europa, pero la caja de cambios de 3 velocidades y la falta de potencia en comparación con marcas como Itom, significaron que no se alcanzó el éxito esperado. Tampoco pudieron vender en Estados Unidos, su mercado objetivo, ya que la demanda estadounidense de máquinas tan pequeñas simplemente no existía. Se vendieron cantidades bastante grandes en Europa y durante algunos años fueron las ventas de dos tiempos las que mantuvieron a flote a la compañía. En retrospectiva, Ducati probablemente lo hubiera hecho mejor al enfocarse en su línea bien desarrollada de cuatro tiempos de competición, pero la compañía persistió con las versiones de 50, 80, 90 y finalmente 100 cc de las mismas motocicletas de dos tiempos, a pesar de la caída de las ventas. Estas pequeñas máquinas con motor de dos tiempos se fabricaron en todo tipo de versiones, desde mini modelos de competición, pasando por modelos tipo trail y scrambler, y hasta escúteres. Las primeras versiones tenían cambios de mano de 3 velocidades, pero luego se convirtieron al cambio con el pie de 4 velocidades. Algunas versiones tenían motores enfriados por ventilador. Si bien la mayor parte de la gerencia deseaba persistir en la producción de pequeñas máquinas, algunos ingenieros ya se negaban a trabajar en ellas, y perseguían otros proyectos con más promesas para el futuro de la compañía. 
En 1977, Ducati hizo su último intento significativo de producir una motocicleta de dos tiempos todo terreno competitiva. La 125 'Regolarita' era un modelo de enduro de 6 velocidades, basado en un prototipo de fábrica de 1975. Si bien la moto demostró ser lo suficientemente viable en general, los problemas de la caja de cambios lastraron su desarrollo, y el proyecto se terminó en 1978. A pesar de todo, este proyecto permitiría explorar las versiones MX. Sin embargo, quedarían marginadas, al igual que los motores bicilíndricos paralelos desarrollados y producidos en aquel momento, relegdos debido al enfoque de Ducati en las evolución de sus motores bicilíndricos en V, ya establecidos y populares.

### Ducati 350 Sebring de 1965

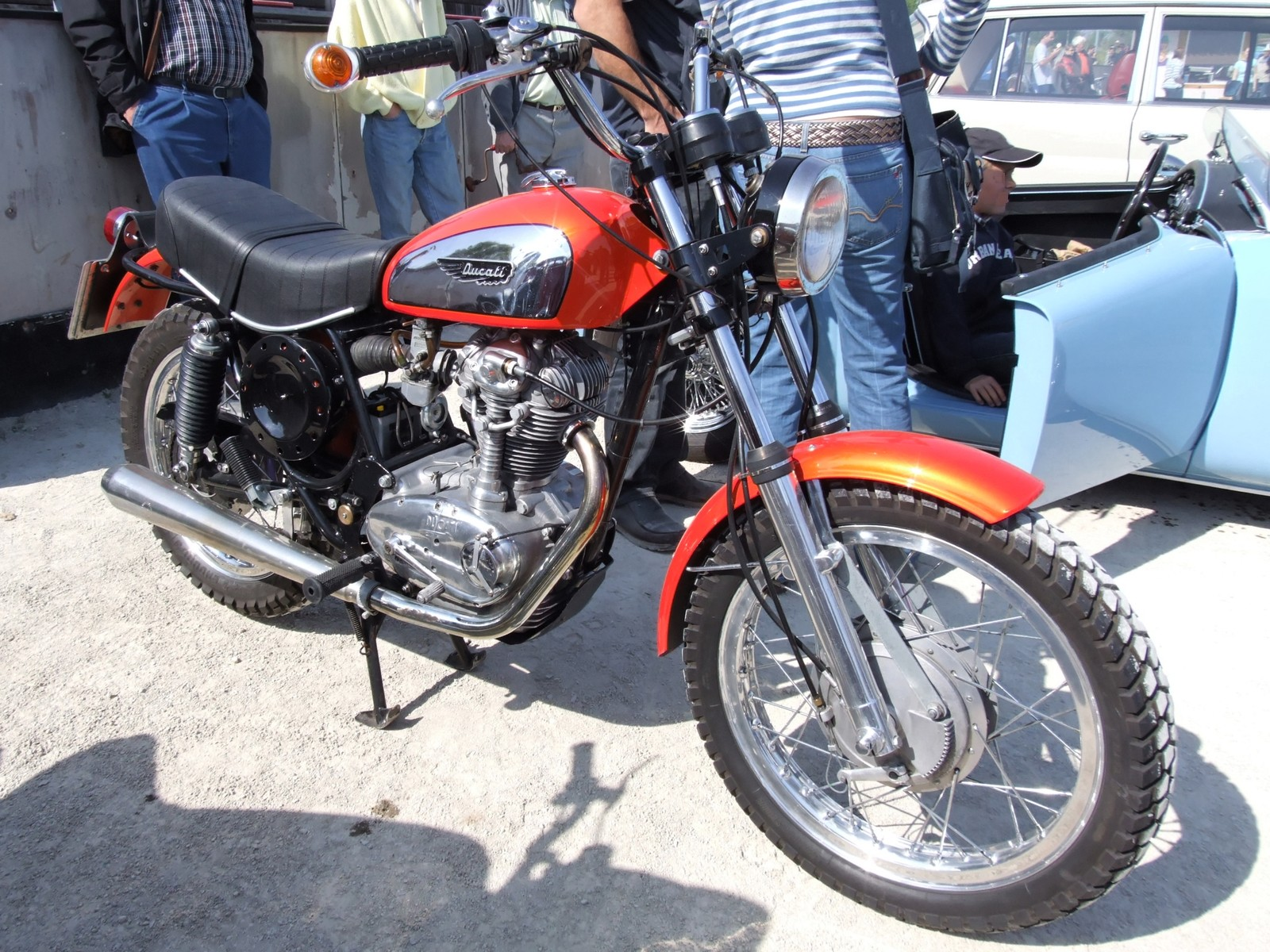
Ducati 350cc

En 1965, llegó la primera nueva motocicleta conceptual. La 350 Sebring fue la Ducati más grande fabricada hasta entonces. Como de costumbre, Ducati construyó una 350 cc de carreras primero. La clase 350 no era común en los Estados Unidos, por lo que cuando el piloto del equipo Ducati Franco Farne fue a América para competir en la carrera de Sebring, tuvo que inscribirse en una prueba reservada para máquinas entre 250 700 cc. A pesar de la mayor cilindrada de sus rivales, terminó 11 en la general y, lo que es más importante, ganó su propia clase directamente. En honor a la victoria de Farne, el nuevo modelo se convirtió en la 350 Sebring (en aquel entonces, era común que los fabricantes italianos de automóviles o motocicletas de competición le asignaran a sus productos el nombre de alguna de las pruebas que habían ganado). 
A mediados de la década de 1960, las técnicas de producción habían avanzado hasta el punto de que ahora era posible una moto de carretera Desmo. Farne apareció en la reunión de Módena de abril de 1966, montando un prototipo de 250 cc equipado con un cabezal Desmodrómico experimental. En 1967, Roberto Gallina y Gilberto Parlotti corrieron en Módena con las versiones de 250 y de 350 cc. 

### Producción Desmo
En 1967, después de ocho años de desarrollo, Ducati presentó su primer motor Desmodromic de serie, una máquina que extraía tanto de la pista de carreras como del tablero de dibujo, personificando el concepto de ingeniería de que "la forma sigue a la función".
En enero de 1968, Ducati anunció planes para construir y comercializar la motocicleta de 450 cc Mark 3D. La D era por Desmodromic. 
A principios de 1969 comenzó la producción de la esperada máquina de serie Desmo. El diseño del nuevo motor tenía los cuatro lóbulos de cierre y apertura montados en el mismo eje, similar a la disposición utilizada a finales de los años cincuenta en los Mercedes-Benz W196 de Fórmula 1. La motocicleta estaba disponible en Europa en las versiones de 250 y 350 cc, así como en la de 450 cc. En 1971, Ducati lanzó una variante para su uso todo terreno, llamada R/T y otra versión de calle, la Mark 3 Special, coloquialmente llamada 'Silver Shotgun'.
El público del motociclismo parecía sentir que debería haber sido una máquina de 500 cc "real", y no se vendió bien en los Estados Unidos, a pesar de que superó a muchas motocicletas con mayor cilindrada de su época. Berliner parecía incapaz de "conseguir un ganador" en su elección de modelos, o de venderlos a un mercado acostumbrado a las "pulgadas cúbicas". 
En Gran Bretaña, Vic Camp había reconocido que Ducati era una motocicleta de entusiastas, y que se concentraba en un sector relativamente restringido, orientado al rendimiento. 
En 1967, Berliner estaba al borde de la ruina, y Ducati con ella. La Ducati 160 Monza Junior fue otro fracaso en el mercado estadounidense. Estados Unidos estaba comprando motocicletas de dos cilindros de mayor capacidad, y se llegó al punto en que Berliner rechazó un envío poniendo como excusa la saturación del mercado, pero la triste realidad era que no disponían de los fondos para pagar sus pedidos. Este envío fue comprado por un especulador llamado Bill Hannah y las motocicletas se vendieron en el mercado del Reino Unido a precios que socavaron las importaciones oficiales de Vic Camp. 
En la tragedia financiera que siguió, Montano se retiró. La única oferta recibida sería la adquisición por parte de EFIM, una sociedad de cartera del gobierno. Esto significaba el control directo del gobierno sobre las operaciones diarias de la fábrica a través de un administrador designado por el gobierno, cuyos poderes independientes estaban limitados. 
Las últimas motocicletas de competición todoterreno reales de cuatro tiempos de Ducati fueron las 450 R/T y 450 R/S de 1971. La RT tenía un bastidor de estilo Seeley decaspecto elegante, especialmente en comparación con los bastidores de estilo antiguo de otras monicilíndricas de Ducati, pero ya era demasiado tarde. Se fabricaron menos de 400 unidades. 
Para muchas compañías británicas de automóviles y motocicletas de la época, la intervención del gobierno era la garantía de una agonía prolongada. Esto no resultó ser así para Ducati. A diferencia de los fabricantes británicos de la época, Ducati de Italia tuvo éxito en reinventarse. Lo hizo con una línea de motocicletas con motores bicilindricos en V de mayor capacidad, siempre probados con antelación en las carreras, lanzando motos con motores de 500 cc Desmo GP, y la Ducati 750 Imola Desmo. 